# Єлизавета Данська
Єлизавета Данська (нім. Elisabeth von Dänemark), (14 жовтня 1524—15 жовтня 1586) — данська принцеса з династії Ольденбургів, донька короля Данії Фредеріка I та Софії Померанської, дружина герцога Мекленбург-Шверину Магнуса III, згодом  — герцога Мекленбург-Гюстрова Ульріха III.

## Походження
Єлизавета народилася 14 жовтня 1524 року. Її батьками були король Данії Фредерік I та його друга дружина Софія Померанська. Дідусем та бабусею з материнської лінії були герцог Померанії Богуслав X та його дружина, польська королівна та княжна Литви, Анна Ягеллонка. Із батьківського боку дідусем та бабусею Єлизаветі приходилися король Данії Кристіан I та Доротея Гогенцоллерн з Бранденбургу.

## Шлюбне життя

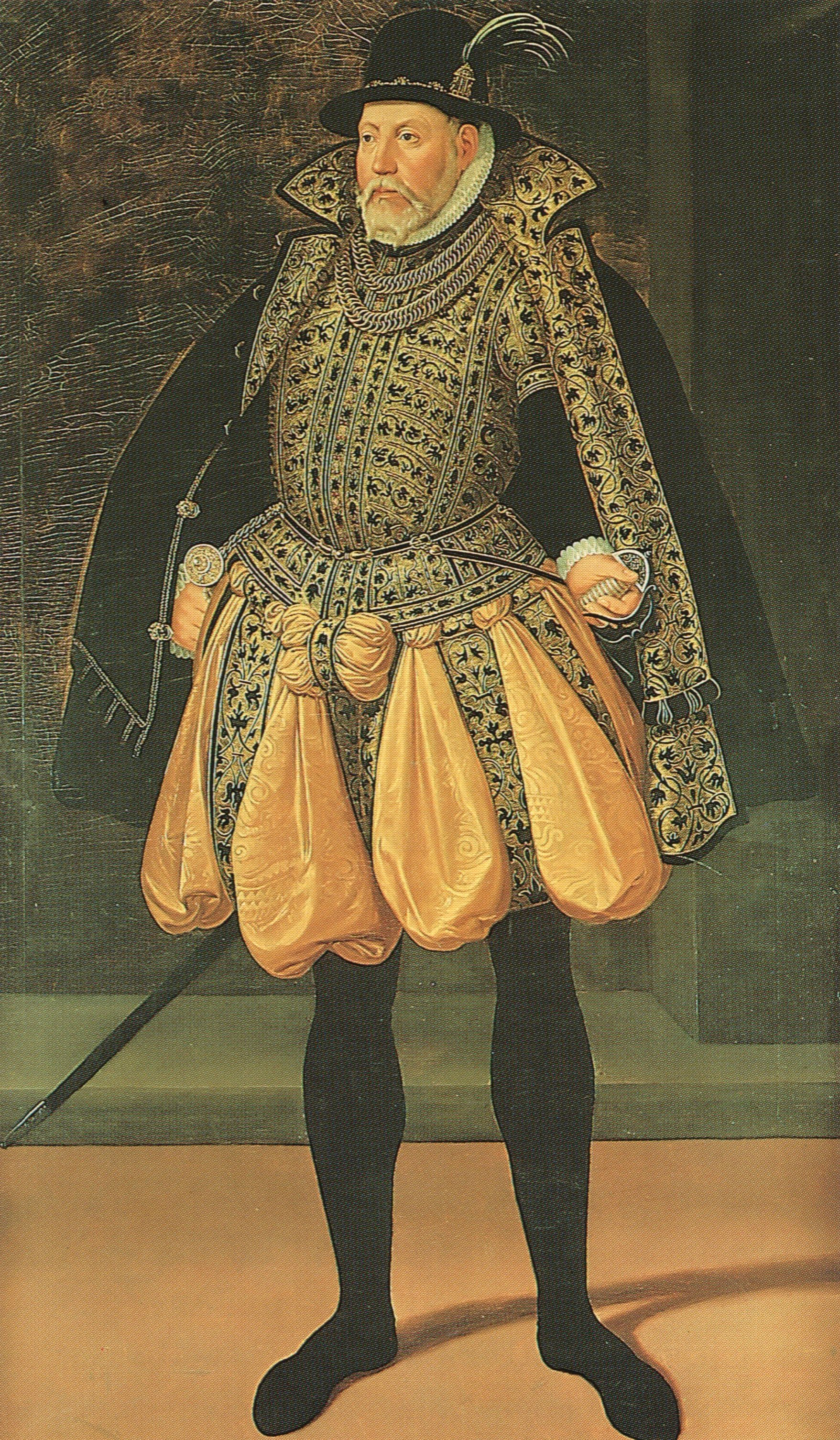
Ульріх III Мекленбург-Гюстровський

Єлизавета виросла дівчиною надзвичайної краси. У вісімнадцять років її пошлюбив старший син герцога Мекленбург-Шверину Магнус III. Нареченому на той час вже виповнилося тридцять чотири. Весілля гуляли 26 серпня 1543 року у Кільському замку. На жаль, шлюб залишився бездітним. Магнус помер у віці сорока років, так і не успадкувавши батьківський титул. Єлизавета повернулася у Данію. 
Шість років потому вона отримала пропозицію шлюбу від двоюрідного брата Магнуса, Ульріха III Мекленбург-Гюстровського. За рік до цього він успадкував від брата Гюстров. А 1556 при збереженні загального державного правління, поділив із братом землі на Гюстровську та Шверинську. 
Шлюб із Єлизаветою відбувся 14 лютого 1556 року.  А 4 вересня 1557 року народилася дочка Софія. Разом із Ульріхом Єлизавета прожила 30 років і померла 15 жовтня 1586. Через два роки Ульріх одружився вдруге. Його обраницею стала Анна Померанська. Із нею герцог дітей не мав. 

## Родина
Чоловік — Ульріх III Мекленбург-Гюстровський 
ДІти: 
- Софія — (1557—1631) — була одружена із данським королем Фредеріком II, у шлюбі мала восьмеро дітей.